# 梁運昌
梁運昌（1771年—1827年），初名雷，字春中，一字曼雲，又字曼叔，福州長樂人。

## 生平
乾隆三十六年（1771年）出生。嘉慶四年（1799年）進士，改庶吉士，授编修。醫卜堪輿，無不精研，尤好杜甫之詩。有有《杜園說杜》、《秋竹斋诗存》。 